# Werkinstructiekaarten
Werkinstructiekaarten (afgekort WIK, ook bekend als veiligheidsfiche) zijn documenten met gerichte instructies die een werkgever aan zijn werknemers moet geven over gevaarlijke stoffen. De werkinstructiekaarten geven instructies over de aard van de gevaren en risico's van de stoffen waarmee wordt gewerkt, en over de beheersmaatregelen (bijvoorbeeld afzuiging of persoonlijke beschermingsmiddelen) die genomen moeten worden. Deze werkinstructiekaarten zijn niet verplicht in Nederland, in tegenstelling tot België, waar deze wel verplicht zijn.
Iemand die een gevaarlijk product op de markt brengt moet een veiligheidsfiche verstrekken. Echter dit is een redelijk technisch document bestaande uit meerdere pagina's. Daarom produceren vele bedrijven een werkinstructiekaart, waarbij de info van de veiligheidsfiche gereduceerd wordt tot maximaal twee pagina's.